# Бурка (Румунія)
Бурка (рум. Burca) — село у повіті Вранча в Румунії. Входить до складу комуни Відра.
Село розташоване на відстані 177 км на північ від Бухареста, 29 км на північний захід від Фокшан, 146 км на південь від Ясс, 99 км на північний захід від Галаца, 107 км на схід від Брашова.

## Населення
За даними перепису населення 2002 року у селі проживали 1654 особи. Рідною мовою 1653 особи (99,9%) назвали румунську.
Національний склад населення села:
| Національність | Кількість осіб | Відсоток |
| -------------- | -------------- | -------- |
| румуни         | 1617           | 97,8%    |
| роми           | 37             | 2,2%     |